# Ferdinand Gottschalk
Ferdinand Gottschalk (Londra, 28 febbraio 1858 – Londra, 10 novembre 1944) è stato un attore britannico.

## Biografia

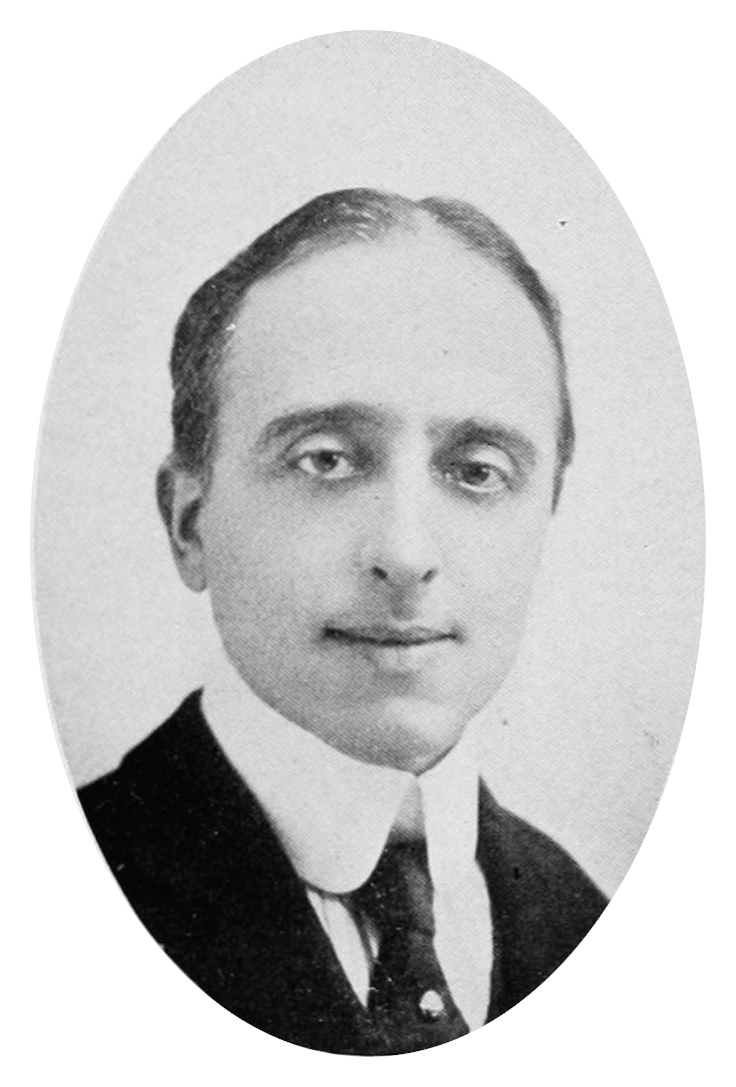
1909

Interprete teatrale, lavorò a lungo anche per il cinema. Nel 1917 apparve nel suo primo film, Please Help Emily, girato negli Stati Uniti e diretto da Dell Henderson.
Nella sua carriera, Gottschalk apparve in 75 pellicole. Il suo ultimo film, Pazzo per la musica di Allan Dwan, è del 1938.
Morì nel 1944 a Londra, all'età di 86 anni.

## Filmografia
- Please Help Emily, regia di Dell Henderson (1917)
- Mia moglie (My Wife), regia di Dell Henderson (1918)
- Zazà (Zaza), regia di Allan Dwan (1923)
- Many Happy Returns, regia di Arthur Hurley (1930)
- Tonight or Never, regia di Mervyn LeRoy (1931)
- Grand Hotel, regia di Edmund Goulding (1932)
- La maschera di Fu Manciu (The Mask of Fu Manchu), regia di Charles Brabin e Charles Vidor (1932)
- Il segno della croce (The Sign of the Cross), regia di Cecil B. DeMille (1932)
- Il giocatore (Grand Slam), regia di William Dieterle (1933)
- Parole Girl, regia di Edward F. Cline (1933)
- Girl Missing, regia di Robert Florey (1933)
- Signore sole (The Keyhole), regia di Michael Curtiz (1933)
- La disfatta delle amazzoni (The Warrior's Husband), regia di Walter Lang (1933)
- Notturno viennese (Reunion in Vienna), regia Sidney Franklin (1933)
- Ex-Lady, regia di Robert Florey (1933)
- La danza delle luci (Gold Diggers of 1933), regia di Mervyn LeRoy (1933)
- Horse Play, regia di Edward Sedgwick (1933)
- She Had to Say Yes, regia di George Amy, Busby Berkeley (1933)
- Midnight Club, regia di Alexander Hall e George Somnes (1933)
- No Marriage Ties, regia di J. Walter Ruben (1933)
- Goodbye Again, regia di Michael Curtiz (1933)
- La strana realtà di Peter Standish (Berkeley Square), regia di Frank Lloyd (1933)
- Female, regia di Michael Curtiz (1933)
- La danza di Venere (Dancing Lady), regia di Robert Z. Leonard (1933)
- Bombay Express (Bombay Mail), regia di Edwin L. Marin (1934)
- Long Lost Father , regia di Ernest B. Schoedsack (1934)
- Nanà (Nana), regia di Dorothy Arzner e George Fitzmaurice (1934)
- L'ultima carta (Gambling Lady), regia di Archie Mayo (1934)
- Quando una donna ama (Riptide), regia di Edmund Goulding (1934)
- I Believed in You, regia di Irving Cummings (1934)
- Il mercante di illusioni (Upperworld), regia di Roy Del Ruth (1934)
- The Witching Hour, regia di Henry Hathaway (1934)
- Stingari il bandito sentimentale (Stingaree), regia di William A. Wellman (1934)
- La grande festa (1934)
- Madame du Barry (Madame du Barry), regia di William Dieterle (1934)
- Minaccia  (1934)
- One Exciting Adventure (1934)
- King Kelly of the U.S.A.  (1934)
- Cleopatra, regia di Cecil B. De Mille (1934)
- I Sell Anything, regia di Robert Florey (1934)
- I Am a Thief  (1934)
- Secret of the Chateau (1934)
- Sing Sing Nights  (1934)
- The Man Who Reclaimed His Head (1934)
- Il conquistatore dell'India (Clive of India), regia di Richard Boleslawski (1935)
- Folies Bergère de Paris, regia di Roy Del Ruth (1935)
- La vita notturna degli dei (Night Life of the Gods), regia di Lowell Sherman (1935)
- Il sergente di ferro (Les Miserables), regia di Richard Boleslawski (1935)
- Signora vagabonda  (1935)
- L'homme des Folies Bergère  (1935)
- Quando si ama  (1935)
- Here Comes the Band  (1935)
- Accadde una volta  (1935)
- L'allegro inganno (The Gay Deception), regia di William Wyler (1935)
- È scomparsa una donna  (1935)
- The Melody Lingers On  (1935)
- Sogno di prigioniero  (1935)
- Folies Bergère de Paris, regia di Roy Del Ruth (1935)
- L'uomo che sbancò Montecarlo (The Man Who Broke the Bank at Monte Carlo), regia di Stephen Roberts (1935)
- Notte di carnevale (I Dream Too Much), regia di John Cromwell (1935)
- Il mio amore eri tu (1935)
- Bunker Bean  (1935)
- Il giardino di Allah (The Garden of Allah), regia di Richard Boleslawski (1936)
- Legione bianca (White Legion), regia di Karl Brown (1936)
- The Man I Marry (1936)
- Along Came Love (1936)
- La ragazza di Parigi (1936)
- The Crime Nobody Saw (1937)
- Caffè metropole  (1937)
- Carnival in Paris  (1937)
- Alì Babà va in città  (1937)
- Quando la vita è un romanzo  (1937)
- Romance in the Dark  (1938)
- Uno scozzese alla corte del Gran Kan (1938)
- Stolen Heaven  (1938)
- Josette, regia di Allan Dwan (1938)

## Teatro
- My Wife di Michael Morton (1907)